# Критерій хі-квадрат

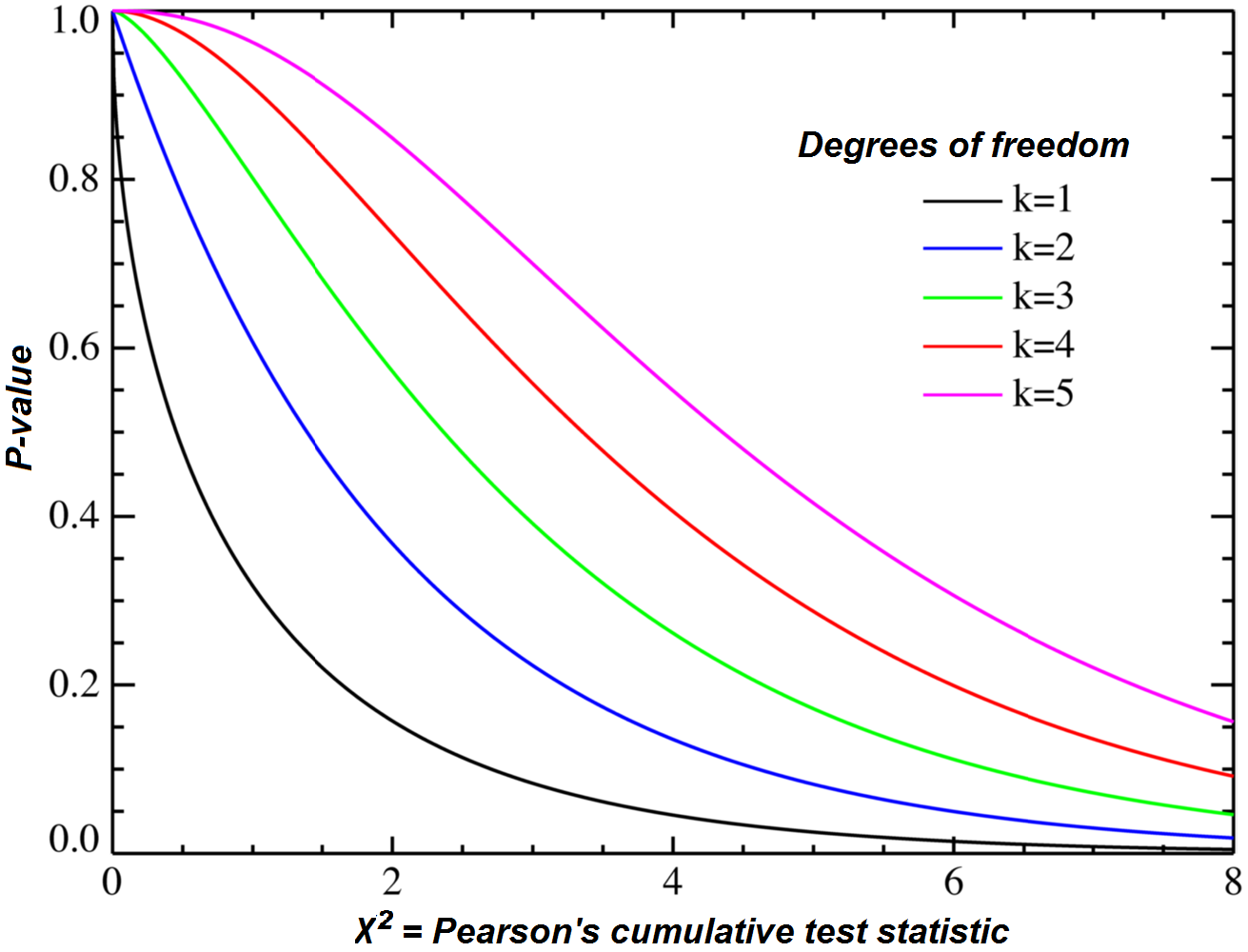
Розподіл хі-квадрат, де значення χ^{2} задані віссю x а p-значення здовж осі y.

Хі-квадрат тест, також має назви критерій хі-квадрат або χ ² тест, — це будь-який метод статистичної оцінки гіпотез, в яких вибірковий розподіл статистичного тесту є розподіл хі-квадрат, коли нульова гіпотеза правильна, або будь-які, в яких це так асимптотично, тобто що вибірковий розподіл (якщо нульова гіпотеза вірна) можуть бути зроблені для апроксимації розподілу хі-квадрат як завгодно близько, роблячи розмір вибірки досить великим.

## Деякі приклади
Деякі приклади хі-квадрат тестів, де розподіл хі-квадрат тільки частково справедливий:
- тест Хі-квадрат Пірсона, також відомий як перевірка якості наближення методом хі-квадрат, або перевірка незалежності методом хі-квадрат. Коли критерій хі-квадрат згадується без модифікаторів і в контексті не уточнюється вид критерію, то зазвичай мається на увазі саме тест Пірсона (за певних умов замість χ ² можна використовувати точний критерій Фішера).
- поправка Йейтса для неперервності, також відомий як тест хі-квадрат Йєтса.
- критерій хі-квадрат Кокрана-Мантеля-Хенсзеля.
- Тест Макнемера, використовується в деяких визначених 2 × 2 таблиць із поєднанням
- тест Тьюки адитивності
- тест портмоне в аналізі часового ряду, перевіряє на наявність автокореляції
- відношення ймовірності перевіряє в загальному статистичному моделюванні чи є докази необхідності переміститись з простої моделі в більш складну (де проста модель вкладена в складнішу)

Один випадок, коли розподіл досліджуваної статистичної величини є точно розподілом хі-квадрат, є тестом, що дисперсія нормально розподіленої множини має дане значення на основі вибіркової дисперсії. Такий тест застосовується рідко на практиці, оскільки значення дисперсії для перевірки рідко є відомими точно.

## Хі-квадрат для дисперсії в нормально розподіленій множині
Якщо зразок розміру N береться з множини, що має нормальний розподіл, то відомий результат (див. розподілення вибіркової дисперсії) дозволяє перевірити, чи може відхилення множини дорівнювати деякому попередньо визначеному значенню. Наприклад, виробничий процес був у стабільному стані протягом тривалого періоду, що дозволило достатньо точно визначити дисперсію. Припустимо, що відбувається випробування одного з варіантів виробничого процесу, випущена невелика кількість одиниць продукції, і потрібно перевірити відхилення їх характеристик від стандарту. Тестова статистична величина T в даному випадку може бути встановлена як сума квадратів відхилень від середнього значення вибірки, поділена на гіпотетичне значення дисперсії. Тоді T має розподіл хі-квадрат з N-1 ступенями свободи. Наприклад, якщо розмір вибірки 21, область для T на рівні значимості 5% — це інтервал 9.59 до 34.17.